# 車府增二
天鵝座60（车府增二），又名BD+45 3364，HD 200310、SAO 50359、HR 8053，是天鵝座的一颗恒星，视星等为5.37，位于銀經87.15，銀緯-0.1，其B1900.0坐标为赤經20h 57m 41.4s，赤緯+45° -0.1′ 47″。